# دانیل خریپچوک
دانیل خریپچوک (اوکراینی: Даніїл Сергійович Хрипчук؛ زادهٔ ۹ دسامبر ۲۰۰۳) بازیکن فوتبال است.
وی همچنین در تیم ملی فوتبال Ukraine U19 بازی کرده‌است.